# Fuefuki
Fuefuki (Japans: 笛吹市, Fuefuki-shi) is een stad in de prefectuur  Yamanashi, Japan. In 2014 telde de stad 69.256 inwoners. 

## Geschiedenis
Op 12 oktober 2004 werd Fuefuki benoemd tot stad (shi). De stad ontstond die dag door het samenvoegen van de gemeenten Ichinomiya (一宮町), Isawa (石和町), Misaka (御坂町), Yatsushiro (八代町), Sakaigawa (境川村) en het dorp Kasugai (春日居町). In 2006 werd het dorp Ashigawa toegevoegd aan de stad.

## Partnersteden
- Tateyama, Japan sinds 1973
- Fujikawaguchiko, Japan sinds 1962
- Ichinomiya, Japan sinds 1982
- Yui, Japan sinds 1989
- Tainai, Japan sinds 1996
- Sado, Japan sinds 1989
- Bad Mergentheim, Duitsland sinds 1991
- Nuits-Saint-Georges, Frankrijk sinds 1992
- Feicheng, China sinds 1994

Steden:
Chuo · Fuefuki · Fujiyoshida · Hokuto · Kai · Kofu (hoofdstad) · Koshu · Minami-Alps · Nirasaki · Otsuki · Tsuru · Uenohara · Yamanashi

Districten:
Kitatsuru · Minamikoma · Minamitsuru · Nishiyatsushiro · Nakakoma
Gemeenten per district